# Route Adélie de Vitré 2000
La Route Adélie de Vitré 2000, quinta edizione della corsa e valida come evento del circuito UCI categoria 1.4, fu disputata il 31 marzo 2000 su un percorso di 188,7 km. Fu vinta dal francese Laurent Brochard al traguardo con il tempo di 4h35'57", alla media di 41,029 km/h.
Partenza con 146 ciclisti, dei quali 43 portarono a termine il percorso.

## Ordine d'arrivo (Top 10)
| Pos. | Corridore        | Squadra         | Tempo    |
| ---- | ---------------- | --------------- | -------- |
| 1    | Laurent Brochard | Jean Delatour   | 4h35'57" |
| 2    | Jan Bratkowski   | Mercury         | s.t.     |
| 3    | Oscar Cavagnis   | Alexia          | s.t.     |
| 4    | Felice Puttini   | Alessio         | s.t.     |
| 5    | Jens Voigt       | Crédit Agricole | a 2"     |
| 6    | Bart Leysen      | Mapei           | a 6"     |
| 7    | Nicola Miceli    | Alessio         | a 9"     |
| 8    | Chris Horner     | Mercury         | a 14"    |
| 9    | Janek Tombak     | Cofidis         | a 20"    |
| 10   | Stéphane Heulot  | Franç. des Jeux | a 23"    |